# Стшебінь
Стшебінь (пол. Strzebiń) — село в Польщі, у гміні Кошенцин Люблінецького повіту Сілезького воєводства.
Населення — 3502 особи (2011).
У 1975-1998 роках село належало до Ченстоховського воєводства.

## Демографія
Демографічна структура станом на 31 березня 2011 року:
|          | Загалом | Допрацездатний вік | Працездатний вік | Постпрацездатний вік |
| -------- | ------- | ------------------ | ---------------- | -------------------- |
| Чоловіки | 1730    | 382                | 1168             | 180                  |
| Жінки    | 1772    | 352                | 1064             | 356                  |
| Разом    | 3502    | 734                | 2232             | 536                  |